# Municipio de Newlin
El municipio de Newlin (en inglés: Newlin Township) es un municipio ubicado en el condado de Chester en el estado estadounidense de Pensilvania. En el año 2000 tenía una población de 1150 habitantes y una densidad poblacional de 37,1 personas por km².

## Geografía
El municipio de Newlin se encuentra ubicado en las coordenadas 39°55′49″N 75°44′25″O / 39.93028, -75.74028.

## Demografía
Según la Oficina del Censo en 2000 los ingresos medios por hogar en la localidad eran de $68 828 y los ingresos medios por familia eran de $75 241. Los hombres tenían unos ingresos medios de $48 250 frente a los $37 885 para las mujeres. La renta per cápita de la localidad era de $36 804. Alrededor del 3,5% de la población estaba por debajo del umbral de pobreza.